# パプアヒクイドリ
パプアヒクイドリ（Casuarius unappendiculatus）は、ヒクイドリ目ヒクイドリ科ヒクイドリ属に分類される鳥類。特定動物。

## 分布
インドネシア（ニューギニア島北部）、パプアニューギニア（ニューギニア島北部）

## 形態
体高160cm。オスよりもメスの方が大型になる。全身は黒い羽毛で覆われる。頭部から頸部まで羽毛が無く、青や赤、黄色の皮膚が露出する。頭頂の突起はやや小型。喉には青い肉垂があり、頬にも肉垂がある個体もいる。

## 生態
海岸から標高700mまでの熱帯雨林や湿地林などに生息する。単独もしくはペアで生活する。
食性は植物食で、主に果実を食べる。採食は地表で行う。
繁殖形態は卵生。

## 人間との関係
生息地では雛も含めて食用とされることもある。
開発による生息地の破壊、食用の乱獲などにより生息数は減少している。